# Église Saint-Léry de Saint-Léry
L'église Saint-Léry est une église catholique située à Saint-Léry (Morbihan, France) et dédiée à saint Léry.

## Localisation
L'église est située dans le département français du Morbihan, sur la commune de Saint-Léry.

## Historique
La porte Sud avec ses encadrements et le transept de l'église sont inscrits au titre des monuments historiques par arrêté du 15 juin 1925. 
L'église comporte au bras sud du transept un bas-relief une sculpture des sept péchés capitaux (septénaire).

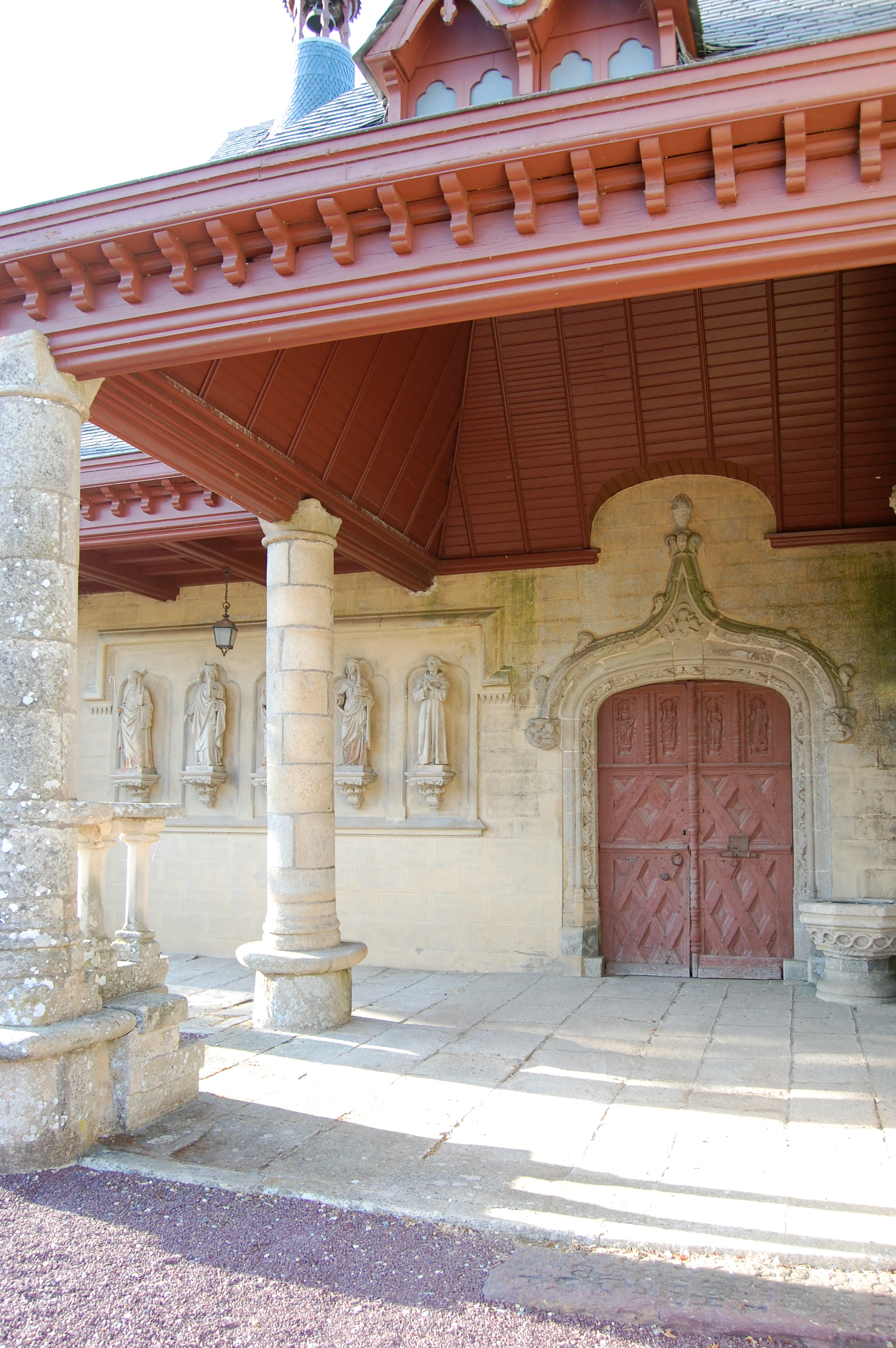
Porte sud
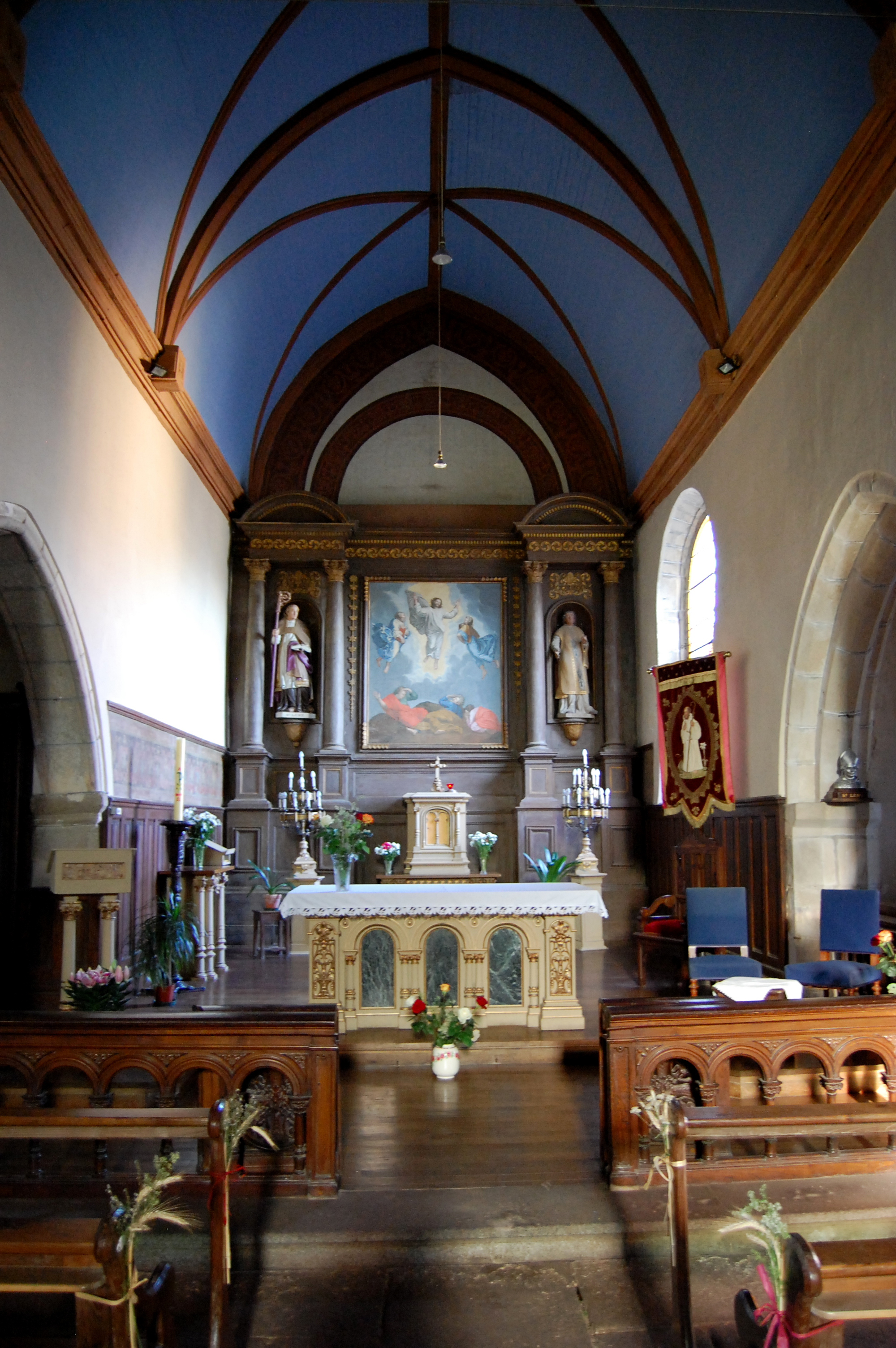
Chœur de l’église
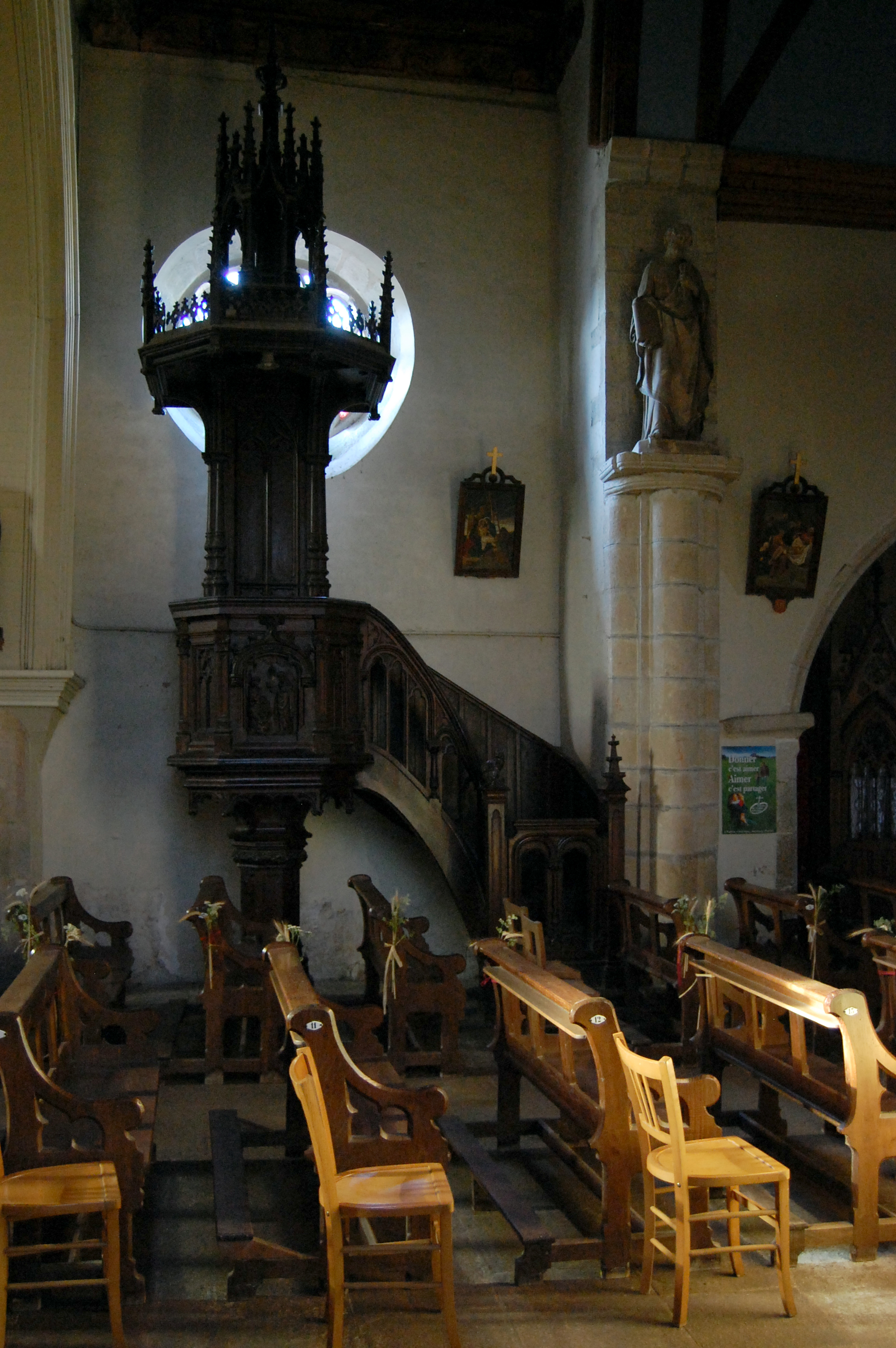
Chaire de l'église